# Иглесиас, Хуан (футболист)
Хуан Антонио Иглесиас Санчес (исп. Juan Antonio Iglesias Sánchez; род. 3 июля 1998, Вальядолид, Кастилия и Леон) — испанский футболист, защитник клуба «Хетафе».

## Клубная карьера
Иглесисас — воспитанник клуба «Вальядолид». В 2015 году он дебютировал за дублирующий состав. В 2017 году Хуан перешёл в «Логроньес». 29 апреля 2018 года в матче против сантандерского «Расинга» он дебютировал во Втором дивизионе Испании. В 2019 году Иглесиас перешёл в «Хетафе», где начал выступать за дублирующий состав. 17 декабря 2020 года в поединке Кубка Испании против «Анаитасуна» игрок дебютировал за основу. 30 декабря в матче против «Атлетико Мадрид» он дебютировал в Ла Лиге. 18 сентября 2022 года в поединке против «Осасуны» Хуан забил свой первый гол за «Хетафе».